# Michael J. Kopetski
Michael Joseph "Mike" Kopetski, född 27 oktober 1949 i Pendleton i Oregon, är en amerikansk politiker (demokrat). Han var ledamot av USA:s representanthus 1991–1995.
Kopetski efterträdde 1991 Denny Smith som kongressledamot och efterträddes 1995 av Jim Bunn.